# 野母商船

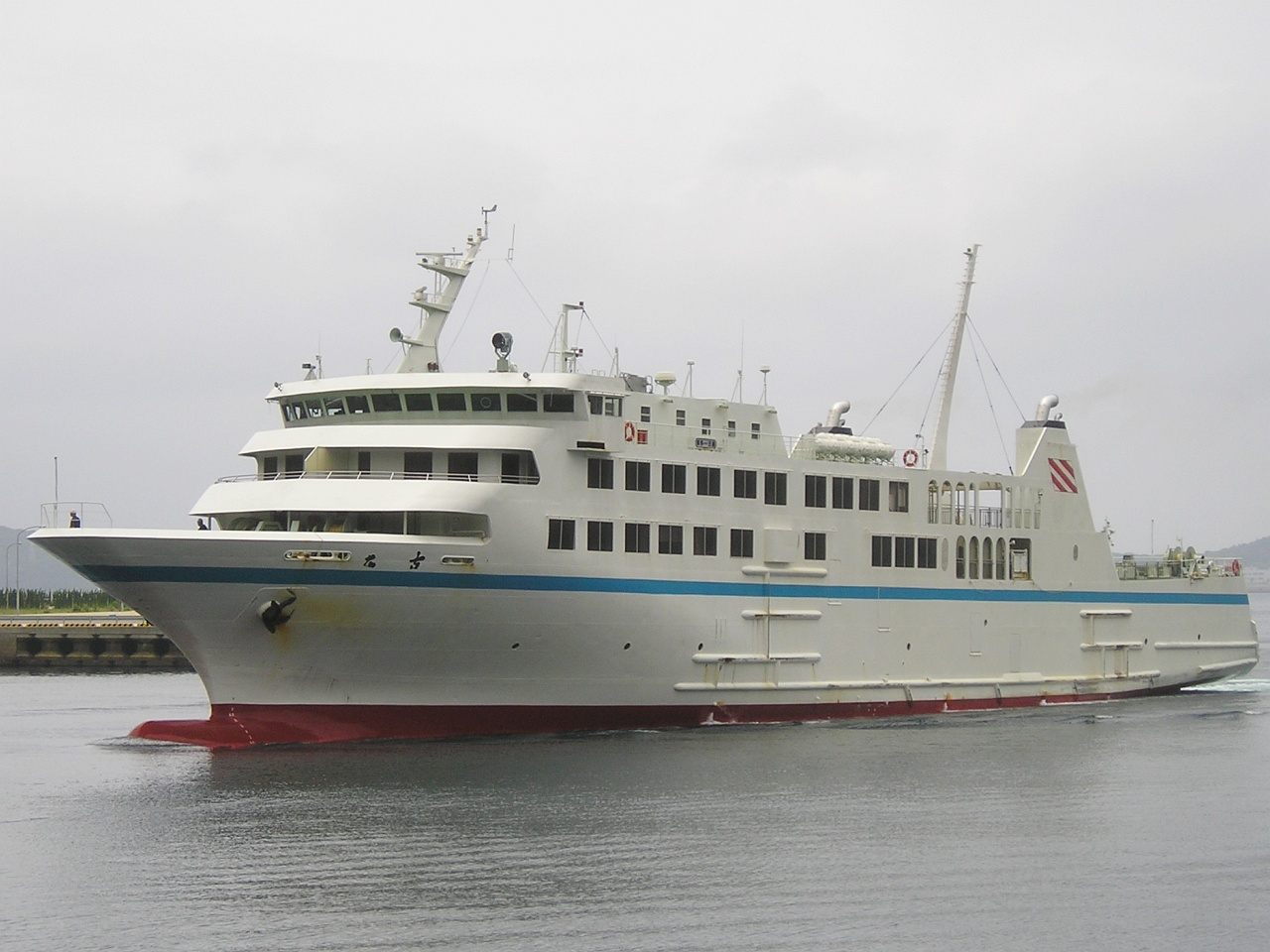
太古（初代）

野母商船株式会社（のもしょうせん）は、長崎県長崎市に本社を置く海運会社。野母商船グループの中核企業である。
社名は前身の村木汽船部が長崎・大波止と西彼杵郡野母村（現在の長崎市野母崎）間の旅客航路を開設していたことに由来するが、現在は野母港への路線は保有していない。

## 沿革
- 1910年（明治43年）9月27日 - 片岡茂八が長崎交通船株式会社を設立[2]し、大波止〜旭町・飽の浦間の定期旅客運航を開始
- 1910年（明治43年）12月5日 - 村木清三郎が「村木汽船部」の名称で海運事業を開始
- 1913年（大正2年）3月 - 長崎交通船、航路を小榊村と福田村へ延長
- 1916年（大正5年） - 村木汽船部、長崎〜野母間の旅客航路を開設
  - - 長崎交通船、式見・三重航路を開設
- 1925年（大正14年）4月 - 長崎交通船、長崎近海汽船株式会社を設立し、三重・式見航路を分離[3]
- 1929年（昭和4年）12月20日 - 村木汽船部、株式会社化し社名を「野母商船」とする
- 1930年（昭和5年） - 長崎交通船、神楽島汽船を吸収合併[4]
- 1930年（昭和5年）8月 - 野母商船、博多〜上五島航路開設
- 1930年（昭和5年）12月10日 - 野母商船、本店を西彼杵郡時津村浦郷443番地に移転[5]
- 1931年（昭和6年）3月28日 - 野母商船、本店を西彼杵郡時津村浦郷448番地に移転[6]
- 1932年（昭和7年）6月18日 - 長崎交通船、長崎沿海汽船を吸収合併し、本店を長崎市元船町五丁目16番地5号に移転[7]
- 1937年（昭和12年）4月 - 長崎交通船、長崎港内航路を長崎市に譲渡
- 1938年（昭和13年）5月 - 長崎交通船、伊王島航路を開設
- 1939年（昭和14年）5月 - 野母商船、上海〜新江〜南京の揚子江航路を開設
- 1943年（昭和18年）6月 - 野母商船、マニラ〜イロイロ〜セブ〜ダバオのフィリピン航路を開設するが、太平洋戦争激化で揚子江航路と共に船舶を失い短期間で廃止
- 1945年（昭和20年）4月 - 長崎交通船、新興汽船に社名変更
- 1950年（昭和25年）4月 - 新興汽船、乗合バスとの競争激化により新興運輸へ社名を変更し、バス事業への参入許可を申請
- 1953年（昭和28年）3月 - 新興運輸、長崎自動車に吸収合併され長崎自動車海運部となる
- 1955年（昭和30年）4月 - 長崎自動車、海運部を分社化し長崎汽船株式会社とする
- 1960年（昭和35年） - 野母商船、長崎 - 野母航路の野母崎半島沿岸部を廃止、長崎 - 高島 - 端島航路となる
- 1961年（昭和36年）4月1日 - 野母商船、長崎 - 高島航路で国鉄との連絡運輸を開始[8]
- 1961年（昭和36年）7月 - 野母商船、長崎自動車から長崎汽船を買収し子会社化
- 1962年（昭和37年） - 三菱鉱業の社船が廃止され、野母商船が高島・端島唯一の定期航路となる[9]
- 1965年（昭和40年）3月 - 野母商船、貨客船「太古丸」が博多〜上五島〜福江航路で就航
- 1967年（昭和42年） - 長崎汽船、長崎市の長崎港観光遊覧船事業を譲り受ける
- 1968年（昭和43年）3月1日 - 津吉商船、津吉 - 相浦航路にカーフェリー「第拾壱津吉丸」就航[10]
- 1972年（昭和47年）10月 - 野母商船、長崎〜香焼航路に双胴船「ぐらばあ」（初代）就航
- 1974年（昭和49年） - 野母商船、端島炭鉱の閉山による端島の無人化に伴い、寄港を廃止の上、航路を高島商船に移管
- 1976年（昭和51年）3月 - 長崎汽船、野母商船グループの高島商船を合併し、航路を統合する[9]
- 1979年（昭和54年）5月 - 野母商船、博多〜五島航路に「フェリー太古」・「フェリー清信」就航
- 1982年（昭和57年）7月 - 長崎汽船、長崎港観光遊覧船事業を長崎汽船観光株式会社に分社
- 1990年（平成2年） - 野母商船、'90長崎旅博覧会に合わせ尾上〜松が枝間シャトルポートを運航
- 1992年（平成4年）10月 - 野母商船、博多〜五島航路に大型旅客フェリー「太古」（初代）就航
- 2000年（平成12年）4月12日 - 津吉商船、津吉 - 相浦航路を旅客船化の上、佐世保へ延航。「コバルト21」就航
- 2004年（平成16年）7月 - 野母商船、長崎〜香焼航路に双胴船「ぐらばあ」（2代）就航
- 2014年（平成26年）7月 - 野母商船、博多〜五島航路に大型旅客フェリー「太古」（2代）就航、就航と同時に若松港への寄港を終了
- 2016年（平成28年）1月 - 北松通運が福岡運輸ホールディングスに買収され、野母商船グループから離脱[11]
- 2019年（令和元年）9月 - 野母商船、長崎〜香焼航路を廃止[12]
- 2019年（令和元年）12月 - 野母商船、野母商船グループの長崎汽船と野母商船を存続会社として合併[13]
- 2021年（令和3年）10月 -  津吉商船、佐世保〜相浦～前津吉航路に高速船「つよし」就航[14]

## 航路
子会社が運航している航路も併せて掲載する。

### 運航中の航路

#### 野母商船
博多〜上五島・福江航路
- 博多港（博多埠頭・福岡市） - 宇久島・平港（佐世保市） - 小値賀島・笛吹港（小値賀町）  - 中通島・青方港（新上五島町）  - 奈留島・奈留港（五島市） - 福江島・福江港（五島市）

福江発の便は奈留港に寄港しない。原則として毎日1往復しているが、月により第4月曜日が休航となる場合がある。
長崎〜伊王島・高島航路
- 長崎港（大波止ターミナル） - 神の島 - 伊王島 - 高島

1日11往復（第7便は高島まで行かず伊王島で折り返し）。神の島は上下1便ずつ（高島発第1便・長崎（大波止）発第9便）のみ寄港。
2019年11月30日までは子会社の長崎汽船が運航していた。

#### 津吉商船
佐世保〜相浦〜前津吉航路
- 佐世保港 - 相浦港（佐世保市） - 平戸島・前津吉港（平戸市）

1日3往復・佐世保行の一便のみ相浦寄港。1月1日は全便休航。
2003年（平成15年）12月にそれまでの全便相浦港発着から現在の運航体系に変更した。

### 過去に就航していた航路

#### 野母商船
1935年時点の航路は下記の通りであった。
長崎 - 野母
- 長崎 - 小ヶ倉 - 土井首 - 江川 - 深堀 - 有海 - 香焼 - 蚊焼 - 高浜 - 双子（高島） - 端島 - 野母

有海以西は、香焼・野母崎半島沿岸経由と、高島・端島経由に分かれ、すべての寄港地に寄港する便はなかった。
現在の長崎 - 高島航路の原形である。長崎 - 野母間の所要時間は1時間30分～2時間。
1949年に野母までの道路が完成し、バス路線が開通すると、乗客が九割以上激減し、1960年に半島沿岸部と野母発着は廃止された。
1974年には端島の無人化に伴い寄港を廃止、残存区間は高島商船に運航を移管し、さらに1976年に長崎汽船に合併され、伊王島航路との統合が行われた。
的山 - 伊万里
- 的山（的山大島） - 神浦（的山大島） - 平戸 - 田平 - 青島 - 星鹿 - 御厨 - 志佐 - 江口 - 今福 - 浦ノ崎 - 久原 - 伊万里

的山大島と平戸島、青島と田平から伊万里までの沿岸航路。所要3時間40分。廃止時期不明。
長崎 - 厳原
- 長崎 - 西泊（松島） - 瀬戸福島 - 黒瀬（大島） - 田平 - 平戸 - 神浦 - 郷ノ浦（壱岐） - 厳原（対馬）

県都と平戸・壱岐・対馬を沿岸経由で連絡する航路。当時、国鉄松浦線はまだ全通していなかった。所要10時間30分、一日1往復。1936年廃止。
戦後、博多 - 郷ノ浦の免許を受けていたが、休止状態が続いた。
博多 - 青方
- 博多 - 志賀島 - 呼子 - 神浦 - 平戸 - 田平 - 一部（生月島） - 舘浦（生月島） - 平（宇久島） - 下山（宇久島） - 神浦（宇久島） - 小値賀 - 浜浦（中通島） - 青方

所要10時間05分。現在の博多 - 福江航路の原形。
戦後、青方 - 福江の航路が別途開設され、上記、博多 - 青方航路との統合と、寄港地の整理が順次行われて、現在の博多 - 福江航路となった。
青方 - 福江
- 青方 - 日島 - 若松 - 神部（若松島） - 桐古里（中通島） - 佐尾（中通島）  - 奈留 - 福江[21]

1955年に西海橋が開通すると、観光資源としても注目されるようになり、季節運航の時津 - 佐世保（鹿子前）航路が開設された。
時津 - 鹿子前
- 時津 - 西海橋 - 鹿子前[22]

51.0km、一日1往復。1962年3月に水中翼船が投入され、一日3往復した。1963年には運休している。
さらに水中翼船を使用し、1963年7月に千々石湾航路を開設した。
網場 - 小浜
- 網場 - 小浜

25km、一日4往復。短期間で休止されている。
香焼島は1960年代後半の埋め立てによって陸繋島となり、三菱重工業の造船所が建設されたことから、その通勤輸送を担うべく1972年以降大型旅客船を投入の上、他の航路とは分離され、特定旅客航路となった。
長崎 - 香焼
- 長崎港（大波止ターミナル） - 遠見 - 陰の尾 - 長浜

三菱重工業長崎造船所社員の通勤専用航路であり、一般の乗客が利用することは出来なかった。
長崎発は1日2便、長浜発は平日3便・休日2便。2019年9月30日をもって廃止。

#### 津吉商船
津吉 - 平戸
- 前津吉 - 大川原 - 木ヶ津（紐差） - 田平 - 平戸[27]

30km。平戸島東海岸と田平を結ぶ沿岸航路。前津吉 - 相浦フェリー化の際に廃止。
平戸 - 佐世保
- 平戸 - 田平 - 川内 - 木ヶ津 - 永ノ島 - 相浦 - 佐世保[28]

72.5km。平戸島東海岸と相浦・佐世保を結ぶ沿岸航路。

#### 長崎汽船
長崎汽船が1955年時点で運航していた航路は下記の通りであった。
長崎 - 三重
- 長崎 - 立神 - 柿泊 - 手熊 - 式見 - 相川 - 三重 - 京泊

20.5km。北部海岸、現在の長崎漁港までの沿岸航路。1953年に道路の開通によってバスの運行が開始されたことで利用者が激減し、廃止された。
長崎 - 神島
- 長崎 - 西泊 - 立神 - 木鉢 - 小瀬戸 - 神島

4.5km。長崎港内の近距離沿岸航路。長崎市に譲渡され、1970年代まで運航された。
長崎 - 伊王島
- 長崎 - 立神 - 西泊 - 木鉢 - 小瀬戸 - 神島 - 蔭尾 - 長浜 - 伊王島

12km。現在の長崎 - 高島航路のもう一方の原形となる伊王島航路である。
その後、長崎市から港内遊覧航路と不定期航路の譲渡を受けている。
長崎港内遊覧
1967年、長崎市より譲受。
長崎 - 鼠島
1969年7月、長崎市より譲受。不定期航路。

## 船舶

### 運航中の船舶

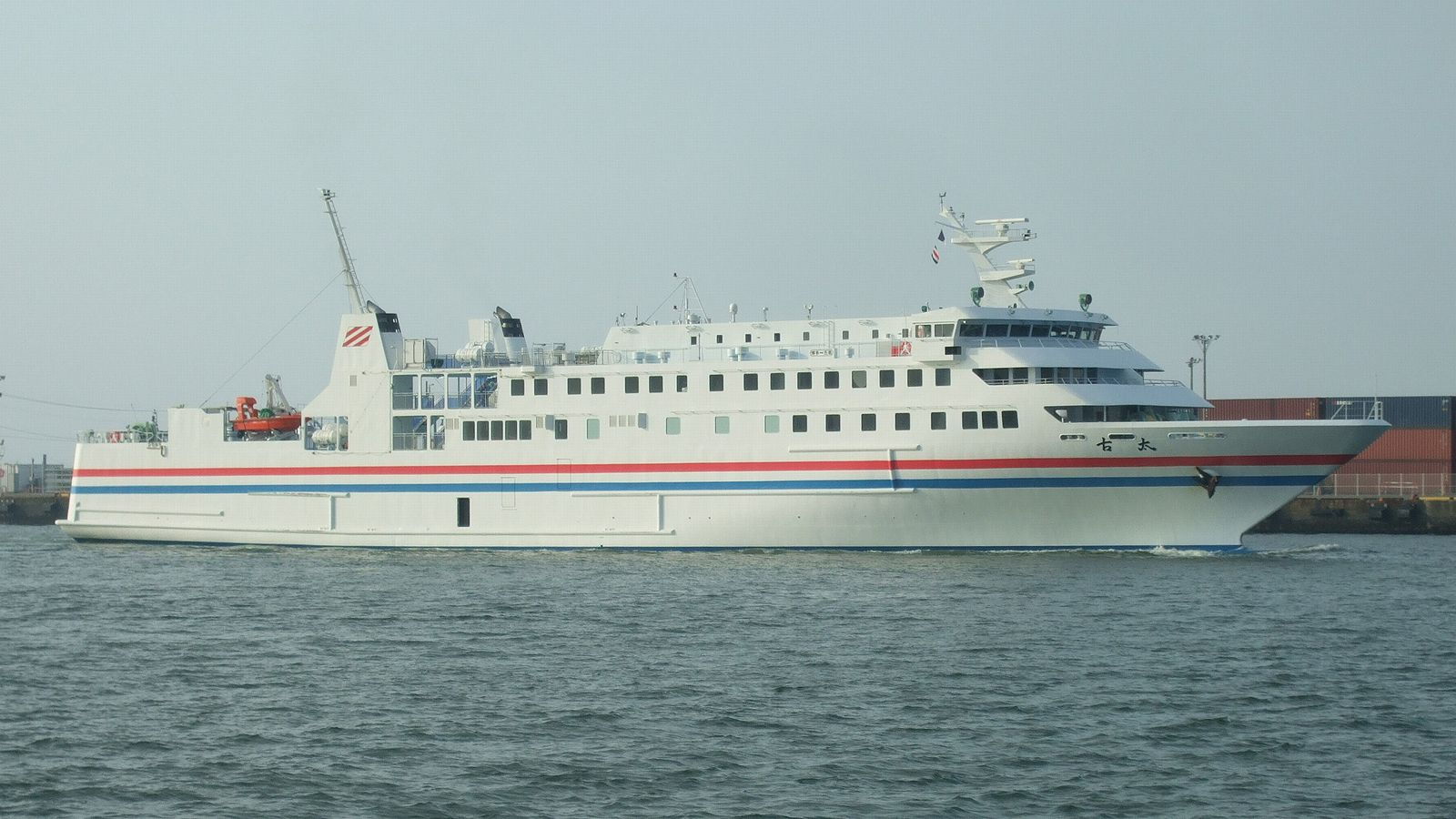
太古（2代）

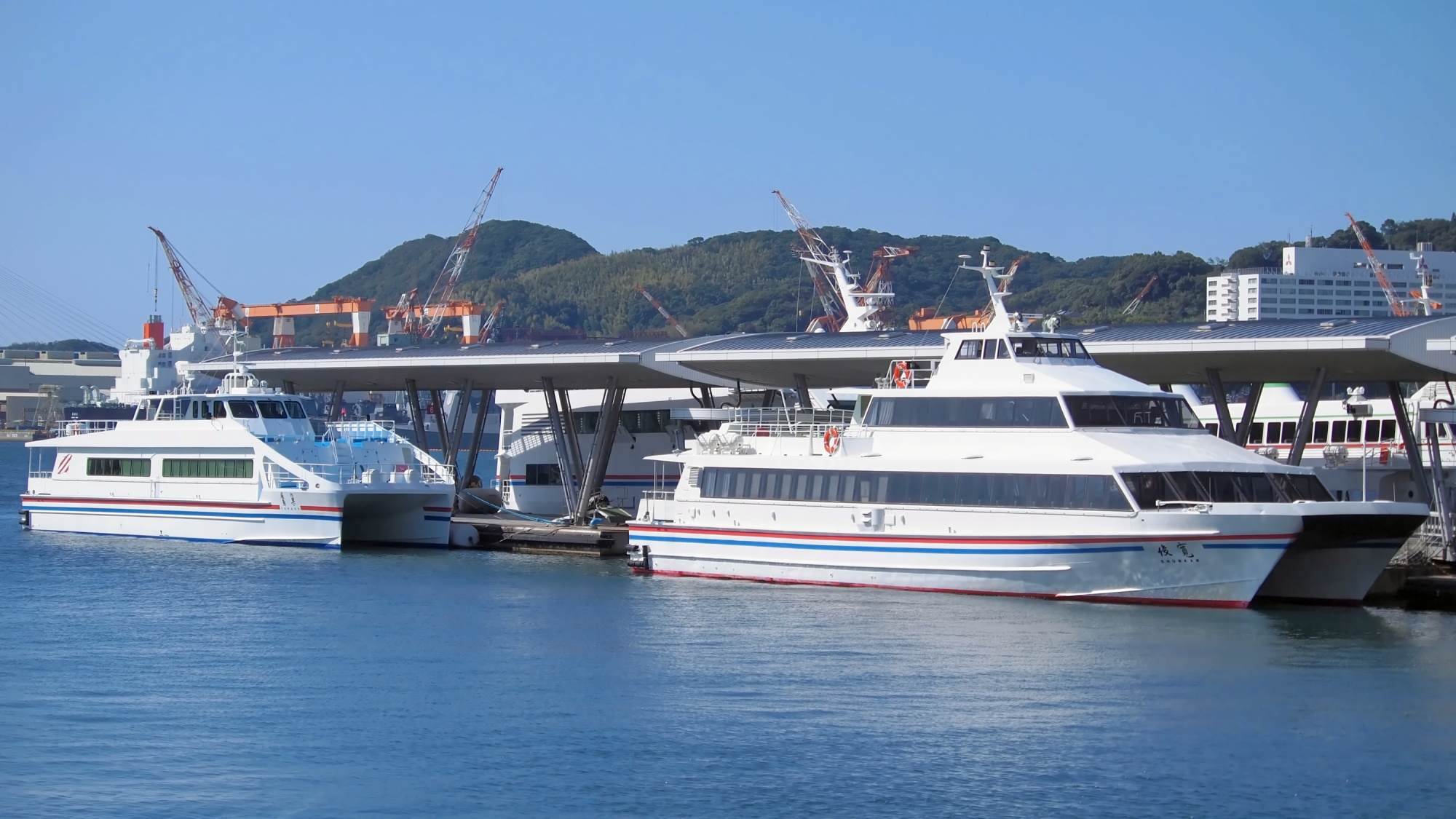
鷹巢（左）・俊寛（初代）（右）

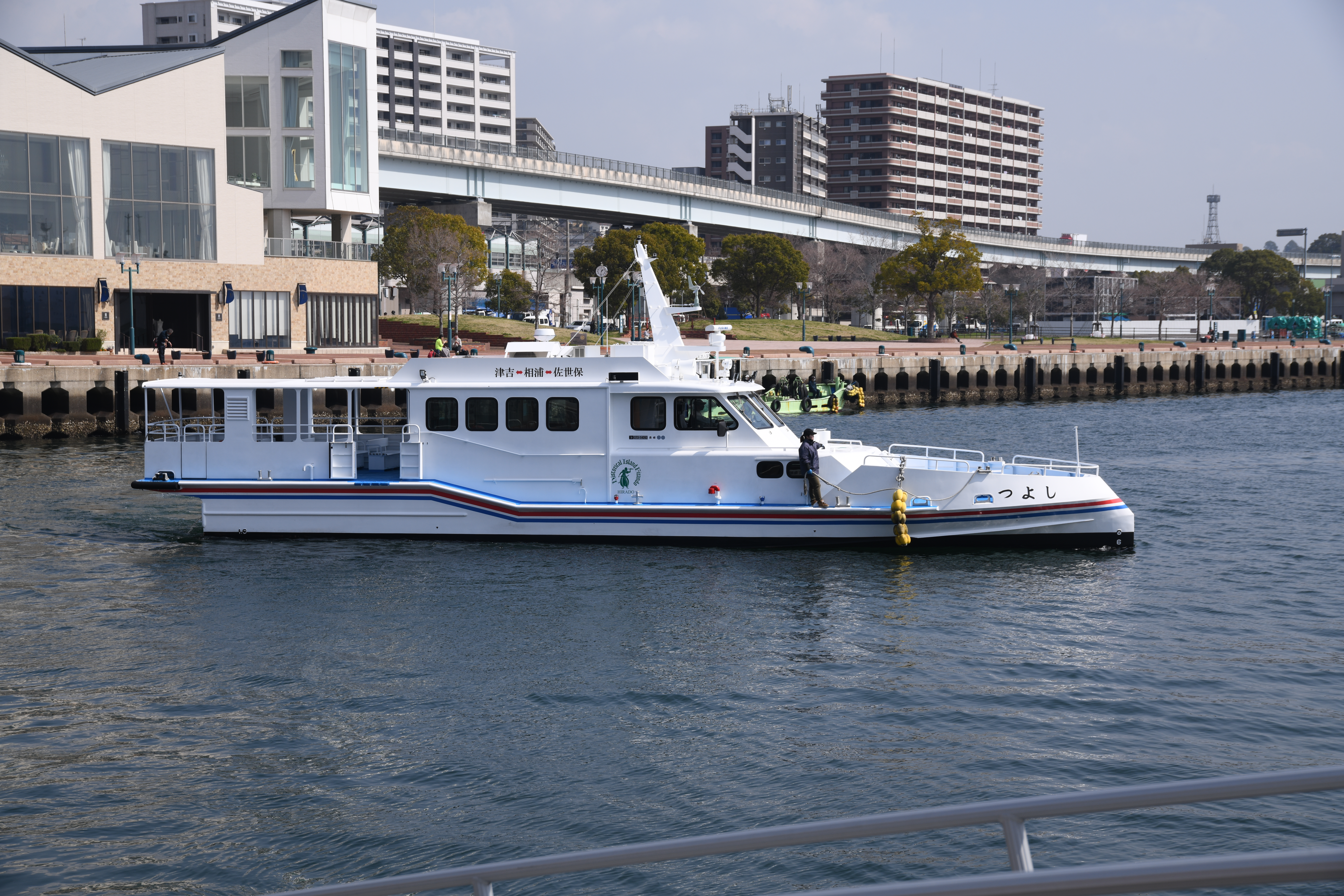
つよし

野母商船
- 太古（2代）[30]

博多〜上五島・福江航路に就航するフェリー。2014年7月より2代目が運航されている。
- 鷹巢

2017年6月19日就航。船名は歴史研究家で長崎歴史文化協会理事の山口広助による命名で、埴安姫命を祭神とする伊王島の鷹巣権現に由来する。
124総トン、全長30.06m、全幅7.00m、旅客定員150名。
- 俊寛（2代）[31]

2023年5月19日就航。船名は「鷹巢」と同じく山口広助による命名で、俊寛僧都に由来する。先代の同名船から船名を継承した。
124総トン、全長30.06m、全幅7.00m、旅客定員140名。
津吉商船
- つよし[14]

2021年10月1日就航。佐世保〜相浦〜前津吉航路に就航。
19総トン、全長20.40m、全幅4.00m、旅客定員44名。

### 過去に就航していた船舶

#### 野母商船
- 太古丸（初代）[32]

1929年12月進水、木造、71総トン。1940年11月5日、朝鮮に売船。
- 第二太古丸[32]

1930年5月進水、木造、74総トン。
- 第三太古丸（初代）[34]

17総トン。長崎 - 野母航路に就航。
- 第五太古丸[32]

1931年4月進水、鋼製、99総トン。博多 - 五島線に就航。
- 第六太古丸（初代）[32]

1931年10月進水、鋼製、95総トン。博多 - 五島線に就航。1934年4月20日船籍抹消。
- 端島丸[32]

1915年3月進水、1931年6月13日買船。木造、29総トン。
- 岬丸[32]

1912年10月進水、1931年6月13日個人船主より買船。木造、35総トン。
- 第七太古丸[38]

1922年1月進水、船籍抹消後、1932年8月再登録。木造、53総トン。引退後、個人船主に売船。
- 第八太古丸[40]

1933年6月進水、三菱重工業彦島造船所建造。鋼製、95総トン。
太平洋戦争後、博多 - 五島航路に就航。
- 第十一太古丸[40]

1924年7月進水、木造、37総トン。
- 新太古丸[43]

1934年6月進水、名村造船所建造、鋼製。
108総トン、登録長28.35m、型幅5.13m、型深さ2.39m、焼玉機関、航海速力11ノット、旅客定員68名。
長崎 - 厳原航路に就航。
- 第三太古丸（2代）[45]

1935年6月進水、中田造船建造、鋼製。
162総トン、登録長33.53m、型幅5.65m、型深さ2.82m、焼玉機関、航海速力12ノット、旅客定員65名。
1936年4月3日、長崎港外にて風浪のため沈没、乗客・乗員14名が犠牲となった。
- 第十八太古丸[44]

1936年8月進水、中田造船建造、鋼製。
167総トン、登録長33.53m、型幅5.79m、型深さ2.82m、焼玉機関、航海速力11ノット、旅客定員115名。
長崎 - 厳原航路に就航。
- 第五たひら丸[47]

1934年9月進水、1939年9月29日買船、鋼製。48総トン。
- 第六太古丸（2代）[49]

1950年8月19日船籍抹消船を再用。215総トン。
- 清信丸（初代）[50]

1953年8月9日進水、松浦鉄工造船所建造。
132.29総トン、登録長29.98m、型幅5.30m、型深さ2.70m、ディーゼル1基、機関出力310ps、航海速力12.00ノット、旅客定員100名。
博多 - 五島航路に就航。
- 福神丸[51]

1926年3月進水、山本八重松建造、木造。
21.22総トン、登録長19.51m、型幅3.23m、型深さ1.42m、焼玉機関、機関出力50ps、航海速力8.0ノット、旅客定員86名。
長崎 - 野母航路に就航。「せい丸（2代）」「つや丸（2代）」就航に伴い廃船。
- 長信丸[21]

1928年9月進水、木造。
38.25総トン、焼玉機関、機関出力90ps、航海速力9.0ノット、旅客定員94名。
長崎 - 野母航路に就航。
- つや丸（初代） → 第二つや丸（初代）[51]

1929年12月進水、建造所不詳、鋼製。
52.16総トン、登録長19.02m、型幅4.27m、型深さ1.75m、ディーゼル1基、機関出力120ps、航海速力10.0ノット、旅客定員91名。
長崎 - 野母航路に就航。「つや丸（2代）」就航時に改名。
- せい丸（初代） → 第二せい丸[51]

1950年9月進水、松浦鉄工造船所建造、鋼製。
50.59総トン、登録長19.66m、型幅3.87m、型深さ2.15m、焼玉機関、機関出力115ps、航海速力10.0ノット、旅客定員82名。
長崎 - 野母航路に就航。「せい丸（2代）」就航時に改名。
- 運輸丸[27]

3.05総トン、木造、ガソリンエンジン、旅客定員16名。
長崎 - 野母航路に就航。「せい丸（2代）」「つや丸（2代）」就航に伴い廃船。
- 第二運輸丸[21]

1949年5月進水、木造、他社から用船。4総トン、ディーゼル1基、機関出力5.5ps、航海速力4ノット、旅客定員20名。
長崎 - 野母航路に就航。
- 錦丸[21]

1950年5月進水、木造、他社から用船。4総トン、ディーゼル1基、機関出力6ps、航海速力5ノット、旅客定員20名。
長崎 - 野母航路に就航。
- 進祐丸[21]

1950年9月進水、木造、他社から用船。4総トン、ディーゼル1基、機関出力6ps、航海速力5ノット、旅客定員20名。
長崎 - 野母航路に就航。
- 松運丸[21]

1949年5月進水、木造、他社から用船。4総トン、ディーゼル1基、機関出力6ps、航海速力5ノット、旅客定員20名。
長崎 - 野母航路に就航。
- 第八平戸口丸[53]

1955年2月28日竣工、松浦鉄工造船所建造。
141.83総トン、垂線間長22.80m、型幅6.00m、型深さ2.30m、ディーゼル1基、機関出力220ps、航海速力10.0ノット、旅客定員410名。
季節運航の観光航路・時津 - 西海橋 - 鹿子前航路に就航。のちに香焼航路に就航。
- 第二松大丸[27]

1954年8月進水、木造。もと宮島松大観光船。
4.00総トン、焼玉機関、機関出力17ps、航海速力10ノット、旅客定員20名。
長崎 - 野母航路に就航。
- 第三松大丸[27]

1954年9月進水、木造。もと宮島松大観光船。
10.28総トン、焼玉機関、機関出力17ps、航海速力9ノット、旅客定員39名。
長崎 - 野母航路に就航。
- せい丸（2代）[54]

1961年12月5日竣工、幸陽船渠建造。特定船舶整備公団共有。
151.16総トン、全長32.45m、型幅6.20m、型深さ2.55m、ディーゼル1基、機関出力450ps、航海速力11.0ノット、旅客定員335名。
「つや丸（2代）」と同時起工・進水・竣工の同型船。「運輸丸」「福神丸」の代船として建造。
のちに高島商船に移籍、長崎汽船が用船。
- つや丸（2代） → 第二つや丸（2代）[54]

1961年12月5日竣工、幸陽船渠建造。特定船舶整備公団共有。「つや丸（3代）」就航時に改名。
151.81総トン、全長32.35m、型幅6.20m、型深さ2.55m、ディーゼル1基、機関出力450ps、航海速力11.0ノット、旅客定員335名。
のちに高島商船を経て長崎汽船に移籍。
- はやぶさ1号[57] - 1962年3月竣工・就航。
- はやぶさ2号[23] - 1962年8月1日就航。
- はやぶさ[52] - 1963年5月進水。

（「はやぶさ」共通の諸元）新明和工業建造、4.8総トン、艇長8.74m、艇幅2.60m、ガソリンエンジン1基、機関出力225ps、航海速力30ノット、旅客定員13名。
1962年3月、時津 - 鹿子前航路に投入された小型水中翼船（SF30-A/B）。引退後、1艇を長崎造船大学（現・長崎総合科学大学）にて保存。
- 朝顔丸[58]

1949年4月進水、三菱重工業長崎造船所建造。三菱鉱業高島礦業所所有（用船）。
298.03総トン、登録長36.75m、型幅7.20m、型深さ3.70m、レシプロ機関、機関出力250ps、航海速力7.5ノット、旅客定員426名。
三菱鉱業の社船として就航、後年は野母商船に用船される形となった。
- 太古丸（2代）[54]

1965年4月竣工、博多船渠建造。
199.80総トン、全長36.00m、型幅6.60m、型深さ3.10m、ディーゼル1基、機関出力650ps、航海速力11.8ノット、旅客定員43名。
博多 - 福江航路に就航。
- 清信丸（2代）[54]

1967年4月竣工、徳島造船建造。
198.22総トン、全長36.50m、型幅6.60m、型深さ3.10m、ディーゼル1基、機関出力650ps、航海速力11.8ノット、旅客定員43名。
博多 - 福江航路に就航。引退後、個人船主に売船、「保栄丸」に改名。
- あじさい[54]

1972年2月竣工、松浦鉄工造船所建造。船舶整備公団共有。
491.70総トン、全長34.50m、型幅13.20m、型深さ4.50m、ディーゼル2基、機関出力1,400ps、航海速力12ノット、旅客定員1,508名。
長崎 - 香焼航路に就航。双胴船。
- 第七長水丸[60]

1961年11月竣工、神田造船所建造。もと南国交通、徳信が買船、のち野母商船へ移籍。
207.58総トン、全長36.70m、型幅6.60m、型深さ3.00m、ディーゼル1基、機関出力800ps、航海速力13.0ノット、旅客定員404名。
1992年7月解体。
- ぐらばあ → ぐらばあ2[54]

1972年10月竣工、松浦鉄工造船所建造。船舶整備公団共有。2004年改名、同年売却。
487.51総トン、全長35.50m、型幅13.20m、型深さ4.50m、ディーゼル2基、機関出力1,400ps、航海速力12.0ノット、旅客定員1,508名。
長崎 - 香焼航路に就航。双胴船。
- あんぜらす[54]

1974年2月竣工、松浦鉄工造船所建造。船舶整備公団共有。2004年売却。
473.84総トン、全長38.00m、型幅10.80m、型深さ3.50m。ディーゼル2基、機関出力1,400ps、航海速力12.0ノット、旅客定員1,500名。
長崎 - 香焼航路に就航していた単胴船。
- フェリー太古[54]

1979年4月竣工、神田造船所建造。船舶整備公団共有。
456.14総トン、全長49.00m、型幅10.20m、型深さ7.19m、ディーゼル2基、機関出力2,000ps、航海速力13.0ノット。
旅客定員146名、乗用車13台。
博多 - 福江航路に就航。野母商船のフェリー化第一船。フェリーながら前方にデリックを備え、LO/LO荷役にも対応した。1993年フィリピンに売船。
- フェリー清信[54]

1979年4月竣工、神田造船所建造。船舶整備公団共有。
455.81総トン、全長49.00m、型幅10.20m、型深さ7.19m、ディーゼル2基、機関出力2,000ps、航海速力13.0ノット。
博多 - 福江航路に就航。「フェリー太古」の同型船。1993年フィリピンに売船。
旅客定員146名、乗用車13台。
- 第二十小冨士丸[54]

1963年3月竣工、1965年改造、松浦鉄工造船所建造。もと似島汽船（個人船主）。
156.25総トン、全長30.66m、型幅5.80m、型深さ2.49m、ディーゼル1基、機関出力400ps、航海速力11ノット、旅客定員432名。
香焼航路に就航。
- 太古（初代）[63]

1992年9月竣工、臼杵造船所建造。船舶整備公団共有。
1,260総トン、全長86.95m、型幅13.80m、型深さ9.38m、ディーゼル2基、機関出力6,000ps、航海速力19.0ノット。
旅客定員350名、10tトラック14台。
「フェリー太古」「フェリー清信」の2隻でデイリー運航していた博多 - 福江航路を、1隻での運航に置き換えるため、大型化の上、速度も向上した。
「太古（2代）」の就航に伴い引退。
- ぐらばあ（2代）[64] - 長崎〜香焼航路に就航していたアルミ合金製双胴船。航路廃止により引退[12]。 2004年5月竣工。430総トン、全長38.00m、全幅10.66m、深さ3.50m。 出力1,000馬力×2基。航海速力15.25ノット（最大15.83ノット）。旅客定員600名。 瀬戸内クラフト（尾道）建造。2004年シップ・オブ・ザ・イヤー受賞。 三菱重工長崎造船所への通勤に使われており普段は一般の乗客は乗船出来ないが、コバルトクイーンの代船として伊王島航路に就航することがあった。

#### 津吉商船
- 第三津吉丸[52]

1954年11月進水、平戸造船所建造、木造。
49.92総トン、登録長20.25m、型幅4.16m、型深さ2.04m、焼玉機関、機関出力120ps、最大速力8ノット、旅客定員49名。
- 第八津吉丸[65]

1961年11月進水、東和造船建造。
53.43総トン、登録長19.40m、型幅4.60m、型深さ1.90m、ディーゼル1基、機関出力160ps、航海速力9.48ノット、旅客定員68名。
- 第拾壱津吉丸[66]

1968年2月竣工、岸本造船建造。船舶整備公団共有。
108.01総トン、登録長25.00m、型幅6.50m、型深さ2.50m、ディーゼル1基、機関出力350ps、航海速力10.50ノット。
旅客定員100名、乗用車6台。
津吉商船のフェリー化第一船。前津吉 - 相浦に就航。
- フェリーつよし[54]

1979年11月竣工、神田造船所建造。船舶整備公団共有。
199.41総トン、全長39.20m、型幅8.60m、型深さ2.99m、ディーゼル1基、機関出力950ps、航海速力12.5ノット。
旅客定員200名、大型バス2台・軽自動車。
- コバルト21[67]

1997年竣工、2000年4月12日就航。徳信より移籍。
19.00総トン、ディーゼル2基、機関出力1,820ps、航海速力30.0ノット、旅客定員80名。
佐世保 - 相浦 - 前津吉航路の旅客船化に伴い就航。「つよし」就航により引退。

#### 長崎交通船
- 第二鶴丸[68] - 8総トン。
- 第一飽ノ浦丸[68] - 8総トン。のち長崎市の所有となる[69]。
- 第二飽ノ浦丸[68] - 8総トン。のち長崎市の所有となる[69]。
- 第三飽ノ浦丸[70] - 1914年9月進水、25総トン、木造。のち長崎市の所有となる[69]。
- 第四飽ノ浦丸[68] - 14総トン。
- 第五飽ノ浦丸[68] - 14総トン。
- 第一瀬ノ脇丸[68] - 11総トン。
- 第二嘉茂芽丸[71] - 1910年4月進水、1917年6月13日買船[72]、23総トン[73]、木造。
- 旭丸[71] - 1906年12月進水、28総トン、木造。
- 第壱白玉丸[71] - 1918年9月進水、10月買船[74]、30総トン、木造。1932年9月12日、独航機能撤去により登録抹消[75]。
- 日ノ出丸[71] - 1919年12月進水、1921年5月10日買船[76]、26総トン、木造。1940年3月29日、独航機能撤去により登録抹消[77]
- 第三海關丸[78] - 1900年1月進水、1921年3月16日買船[79]、51総トン、木造。
- 小富士丸[78] - 1920年9月進水、1922年8月23日買船[80]、75総トン、木造。
- 福神丸[81] - 1926年3月進水、18総トン、木造。
- 近海丸 - 1926年8月進水、1934年7月9日買船[82]、25総トン、木造。
- 第六運輸丸[83] - 1917年6月進水、33総トン、木造。1939年8月7日、独航機能撤去により登録抹消[84]。
- 鹿島丸[83] - 1930年4月進水[85]、19総トン、木造。
- 運輸丸[86] - 1938年12月進水、39総トン、木造。
- 大崎丸[87] - 1918年6月進水、1939年8月7日買船[84]、34総トン、木造。
- 日之出丸[88] - 1940年3月進水、110総トン、木造。1950年12月6日、独航機能撤去により登録抹消[89]。

#### 新興汽船→新興運輸
- 新生丸[51]

1945年6月進水。
40.41総トン、焼玉機関、機関出力105ps、航海速力8.0ノット、旅客定員236名。
- 新興丸[52]

1948年7月竣工、協力造船所建造、木造。
79.56総トン、登録長24.55m、型幅4.90m、型深さ1.97m、焼玉機関、機関出力100ps、最大速力9.23ノット、旅客定員262名。
- 新日丸[90]

1950年11月進水、木造。
44.32総トン、ディーゼル1基、機関出力120ps、航海速力8.5ノット、旅客定員60名。
- 新昌丸[52]

1952年1月竣工、東亜造船所建造、木造。
78.58総トン、登録長23.60m、型幅5.18m、型深さ1.90m、ディーゼル1基、機関出力160ps、最大速力10.4ノット、旅客定員220名。
- 新海丸[52]

1952年5月竣工、東亜造船所建造、木造。
56.99総トン、登録長24.74m、型幅4.91m、型深さ2.04m、ディーゼル1基、機関出力210ps、最大速力9.25ノット、旅客定員275名。

#### 長崎自動車
- 第二日の出丸[91] - 1954年4月進水、121総トン。

#### 長崎汽船
- さちかぜ[92]

1959年6月竣工、松浦鉄工造船所建造。
126.44総トン、全長27.98m、型幅6.00m、型深さ2.45m、ディーゼル1基、機関出力320ps、航海速力11ノット、旅客定員350名。
- あさかぜ[52]

1963年12月竣工、宇品造船所建造。特定船舶整備公団共有。
123.28総トン、登録長25.50m、型幅5.90m、型深さ2.40m、ディーゼル1基、機関出力350ps、最大速力11.8ノット、旅客定員250名。
のちに徳信に移籍。
- はやぶさ丸[28]

1965年3月進水。船舶整備公団共有。
98.00総トン、ディーゼル1基、機関出力300ps、航海速力10ノット、旅客定員200名。
引退後、瀬川汽船に売船、「第三せがわ丸」に改名。
- ながさき[93]

1953年7月竣工、三菱重工業下関造船所建造。もと若戸共同渡船組合「くき丸」、長崎市を経て買船。
141.26総トン、登録長23.50m、型幅5.80m、型深さ2.50m、ディーゼル1基、機関出力310ps、航海速力10ノット、旅客定員300名。
- 第三鶴丸[95]

1935年9月進水、三菱重工業長崎造船所建造。もと長崎市。
128.48総トン、登録長20.75m、型幅5.80m、型深さ2.20m、焼玉機関、機関出力84ps、航海速力7.5ノット、旅客定員298名。
- 第四鶴丸[95]

1935年9月進水、三菱重工業長崎造船所建造。もと長崎市。
128.48総トン、登録長20.75m、型幅5.80m、型深さ2.20m、焼玉機関、機関出力84ps、航海速力7.5ノット、旅客定員273名。
- 第二ながさき[54]

1972年3月竣工、向井造船所建造。のちに野母商船へ移籍。
169.83総トン、全長32.25m、型幅6.60m、型深さ2.60m、ディーゼル1基、機関出力750ps、航海速力12.9ノット、旅客定員405名。
- つや丸（3代）[54]

1982年6月竣工、長崎造船建造。船舶整備公団共有。
229.42総トン、全長35.95m、型幅7.20m、型深さ2.90m、ディーゼル2基、機関出力1,000ps、航海速力11.5ノット、旅客定員420名。
- せい丸（3代）[60]

1984年8月竣工、長崎造船建造。船舶整備公団共有。
150総トン、全長35.95m、型幅7.20m、型深さ2.90m、ディーゼル2基、機関出力1,000ps、航海速力11.5ノット、旅客定員480名。
「つや丸（3代）」とは同型船であるが、この間の算定方法の変更により、著しく総トン数が変化した。同様の例は他社のジェットフォイルなどでみられる。
- コバルト1号[96]

1977年1月進水、東栄造船建造、FRP製。徳信より移籍。
81.99総トン、ディーゼル1基、機関出力1,125ps、航海速力25.0ノット、旅客定員95名。
長崎 - 伊王島・高島航路に就航。
- コバルトクイーン1号[63]

1988年5月竣工、三保造船所建造。徳信より移籍。
179総トン、全長33.25m、型幅8.00m、型深さ2.95m、ディーゼル2基、機関出力3,600ps、航海速力29.00ノット、旅客定員268名。
長崎〜伊王島・高島航路に就航。「鷹巢」就航により引退。
- コバルトクイーン2号 → 俊寛（初代）[99]

三保造船所（大阪）建造、航海速力28ノット、定員268名。徳信より移籍。
三保造船所のレスポワール型高速船で、コバルトクイーン1号の同型船。
船名は「鷹巢」の就航後に合わせて改名された。

## 事業所
野母商船
- 本社 - 長崎市元船町17番3号
- 福岡支社 - 福岡市博多区築港本町220番地
- 福江支社 - 長崎県五島市東浜町2丁目5番1号

津吉商船
- 本社 - 長崎県平戸市前津吉町260番地